# 室蘭社会人サッカーリーグ
室蘭社会人サッカーリーグ（むろらんしゃかいじんサッカーリーグ）とは、全国の各都道府県にあるサッカーの都道府県リーグの下部の支部リーグのひとつ。北海道室蘭地区のクラブチームが参加するリーグである。

## 概要・レギュレーション
2025年度の室蘭社会人サッカーリーグは1部の構成となっており、2回戦総当たり方式で実施される。

道南ブロックリーグからの降格やチームの新規参入、解散などによってチーム数が増減する。

### 昇格・降格に関して
- 優勝チームは道南ブロックリーグに参加している室蘭地区2チームのうち下位チームとの入れ替え戦で勝利すれば昇格となる。[3]

## 参加クラブ（2025年）
- BON'S40R
- NORTH
- 三菱製鋼サッカー部
- 日鋼記念病院サッカー部
- 室蘭市役所サッカー部